# Mouzillon
Mouzillon est une commune de l'Ouest de la France, située dans le département de la Loire-Atlantique, en région Pays de la Loire.

## Géographie

Situation de la commune de Mouzillon dans le département de la Loire-Atlantique.

Mouzillon est située au sud-est du département, dans le vignoble du Muscadet, à 2 kilomètres au sud de Vallet, 6 kilomètres au nord de Clisson, 28 kilomètres au sud-est de Nantes, 36 kilomètres au nord-est de Cholet.
La superficie de la commune est de 16,50 km2.
Mouzillon est implantée sur les coteaux entre la Sèvre nantaise, la Logne et la Sanguèze. Ces deux dernières passent au pied de l’agglomération centrale. La commune est également traversée par le ruisseau du Chaintreau.
| Le Pallet | Vallet    | Tillières Maine-et-Loire Sèvremoine Maine-et-Loire               |
|           | Mouzillon | Saint-Crespin-sur-Moine Maine-et-Loire Sèvremoine Maine-et-Loire |
| Gorges    | Clisson   |                                                                  |

### Climat
Pour des articles plus généraux, voir Climat des Pays de la Loire et Climat de la Loire-Atlantique.
En 2010, le climat de la commune est de type climat océanique franc, selon une étude du CNRS s'appuyant sur une série de données couvrant la période 1971-2000. En 2020, Météo-France publie une typologie des climats de la France métropolitaine dans laquelle la commune est exposée à un climat océanique et est dans la région climatique  Bretagne orientale et méridionale, Pays nantais, Vendée, caractérisée par une faible pluviométrie en été et une bonne insolation. 
Pour la période 1971-2000, la température annuelle moyenne est de 11,9 °C, avec une amplitude thermique annuelle de 13,7 °C. Le cumul annuel moyen de précipitations est de 778 mm, avec 12,6 jours de précipitations en janvier et 6,3 jours en juillet. Pour la période 1991-2020, la température moyenne annuelle observée sur la station météorologique de Météo-France la plus proche, « Haie-Fouassière », sur la commune de La Haie-Fouassière à 9 km à vol d'oiseau, est de 12,8 °C et le cumul annuel moyen de précipitations est de 858,5 mm,. Pour l'avenir, les paramètres climatiques de la commune estimés pour 2050 selon différents scénarios d'émission de gaz à effet de serre sont consultables sur un site dédié publié par Météo-France en novembre 2022.

## Urbanisme

### Typologie
Au 1er janvier 2024, Mouzillon est catégorisée commune rurale à habitat dispersé, selon la nouvelle grille communale de densité à sept niveaux définie par l'Insee en 2022.
Elle est située hors unité urbaine. Par ailleurs la commune fait partie de l'aire d'attraction de Nantes, dont elle est une commune de la couronne,. Cette aire, qui regroupe 116 communes, est catégorisée dans les aires de 700 000 habitants ou plus (hors Paris),.

### Occupation des sols
L'occupation des sols de la commune, telle qu'elle ressort de la base de données européenne d’occupation biophysique des sols Corine Land Cover (CLC), est marquée par l'importance des territoires agricoles (92,1 % en 2018), en diminution par rapport à 1990 (94,6 %). La répartition détaillée en 2018 est la suivante : 
cultures permanentes (55,3 %), prairies (17,7 %), zones agricoles hétérogènes (17,5 %), zones urbanisées (7,9 %), terres arables (1,6 %). L'évolution de l’occupation des sols de la commune et de ses infrastructures peut être observée sur les différentes représentations cartographiques du territoire : la carte de Cassini (XVIIIe siècle), la carte d'état-major (1820-1866) et les cartes ou photos aériennes de l'IGN pour la période actuelle (1950 à aujourd'hui).

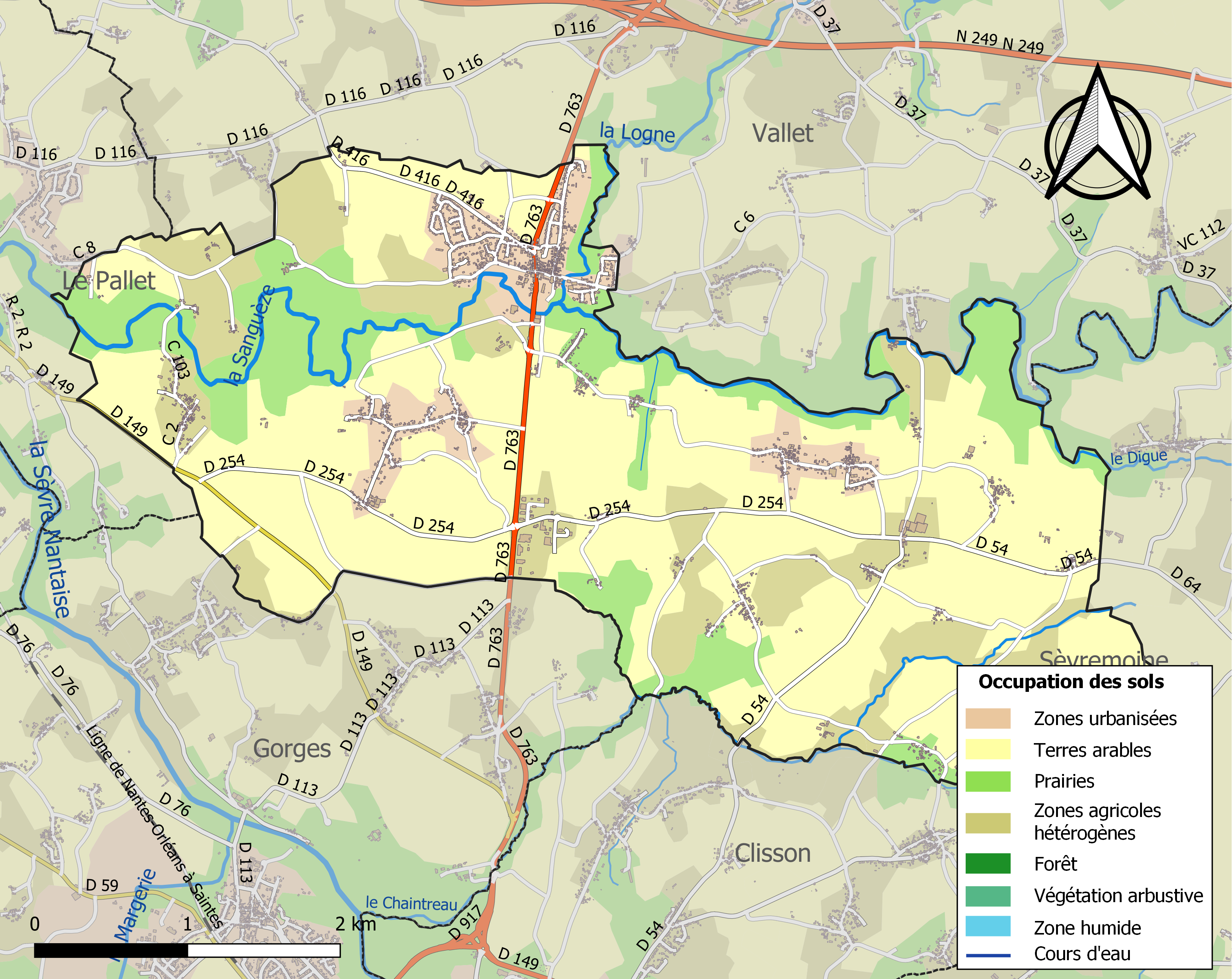
Carte des infrastructures et de l'occupation des sols de la commune en 2018 (CLC).

## Toponymie
Le nom de la localité est attesté sous les formes Mandilonium en 1179, Moudillon et Moudilon en 1287.
En gallo, langue traditionnelle locale, le nom de la commune s'écrit Mouzillon ou Mouzillin, Mouzilhon ou Mouzilhin selon l'écriture MOGA ou Mózilhon selon l'écriture ELG,. En gallo, le nom de la commune se prononce [muzijɔ̃], la variante [muzijɛ̃] a également été relevée.
Dans cette région située hors de l'aire du breton, le nom de la commune a été adapté dans cette langue au XXe siècle, sous la forme Maodilon

## Histoire
La présence de l'homo Sapiens sur le territoire de la commune est attestée par la présence de silex taillés, d'un ancien campement magdalénien, ainsi que de mines de fer[réf. nécessaire].
L'histoire de Mouzillon a été marquée par la création du biscuit nommé « le petit Mouzillon »[réf. nécessaire].

## Emblèmes

### Héraldique
| Blason | Blasonnement : D'azur à un pont antique de quatre arches d'or maçonné de sable, au chef aussi d'or chargé de quatre grappes de raisin de sinople, pamprées de trois feuilles de vigne du même. Commentaires : Le pont représenté est celui de la Sanguèze. Blason conçu par l'abbé Taverson et Mlle Leroux (délibération municipale du 25 octobre 1953), enregistré le 18 décembre 1953. |

### Devise
La devise de Mouzillon : Vinea Mea Dilecta. Ô ma vigne bien-aimée.

## Population et société

### Démographie
Selon le classement établi par l'Insee, Mouzillon fait partie de l'aire urbaine et de la zone d'emploi de Nantes et du bassin de vie de Vallet. Elle n'est intégrée dans aucune unité urbaine. Toujours selon l'Insee, en 2010, la répartition de la population sur le territoire de la commune était considérée comme « peu dense » : 99 % des habitants résidaient dans des zones « peu denses »  et 1 % dans des zones « très peu denses ».

#### Évolution démographique
L'évolution du nombre d'habitants est connue à travers les recensements de la population effectués dans la commune depuis 1793. Pour les communes de moins de 10 000 habitants, une enquête de recensement portant sur toute la population est réalisée tous les cinq ans, les populations de référence des années intermédiaires étant quant à elles estimées par interpolation ou extrapolation. Pour la commune, le premier recensement exhaustif entrant dans le cadre du nouveau dispositif a été réalisé en 2004.

En 2022, la commune comptait 2 903 habitants, en évolution de +3,31 % par rapport à 2016 (Loire-Atlantique : +6,68 %, France hors Mayotte : +2,11 %).
| 1793  | 1800  | 1806  | 1821  | 1831  | 1836  | 1841  | 1846  | 1851  |
| ----- | ----- | ----- | ----- | ----- | ----- | ----- | ----- | ----- |
| 1 475 | 1 232 | 1 929 | 1 513 | 1 488 | 1 444 | 1 357 | 1 388 | 1 535 |

| 1856  | 1861  | 1866  | 1872  | 1876  | 1881  | 1886  | 1891  | 1896  |
| ----- | ----- | ----- | ----- | ----- | ----- | ----- | ----- | ----- |
| 1 502 | 1 522 | 1 542 | 1 504 | 1 502 | 1 544 | 1 551 | 1 477 | 1 435 |

| 1901  | 1906  | 1911  | 1921  | 1926  | 1931  | 1936  | 1946  | 1954  |
| ----- | ----- | ----- | ----- | ----- | ----- | ----- | ----- | ----- |
| 1 368 | 1 337 | 1 315 | 1 175 | 1 137 | 1 125 | 1 133 | 1 187 | 1 223 |

| 1962  | 1968  | 1975  | 1982  | 1990  | 1999  | 2004  | 2006  | 2009  |
| ----- | ----- | ----- | ----- | ----- | ----- | ----- | ----- | ----- |
| 1 330 | 1 357 | 1 404 | 1 554 | 1 679 | 1 759 | 2 267 | 2 418 | 2 560 |

| 2014  | 2019  | 2022  | - | - | - | - | - | - |
| ----- | ----- | ----- | - | - | - | - | - | - |
| 2 743 | 2 865 | 2 903 | - | - | - | - | - | - |

#### Pyramide des âges
La population de la commune est relativement jeune.
En 2018, le taux de personnes d'un âge inférieur à 30 ans s'élève à 38,9 %, soit au-dessus de la moyenne départementale (37,3 %). À l'inverse, le taux de personnes d'âge supérieur à 60 ans est de 18,2 % la même année, alors qu'il est de 23,8 % au niveau départemental.
En 2018, la commune comptait 1 423 hommes pour 1 424 femmes, soit un taux de 50,02 % de femmes, légèrement inférieur au taux départemental (51,42 %).
Les pyramides des âges de la commune et du département s'établissent comme suit.
| Hommes | Classe d’âge | Femmes |
| ------ | ------------ | ------ |
| 0,3    | 90 ou +      | 0,5    |
| 4,1    | 75-89 ans    | 6,4    |
| 12,3   | 60-74 ans    | 12,8   |
| 21,1   | 45-59 ans    | 20,5   |
| 22,1   | 30-44 ans    | 22,1   |
| 18,0   | 15-29 ans    | 15,2   |
| 22,1   | 0-14 ans     | 22,5   |

| Hommes | Classe d’âge | Femmes |
| ------ | ------------ | ------ |
| 0,6    | 90 ou +      | 1,8    |
| 6      | 75-89 ans    | 8,6    |
| 15,1   | 60-74 ans    | 16,4   |
| 19,4   | 45-59 ans    | 18,8   |
| 20,1   | 30-44 ans    | 19,3   |
| 19,2   | 15-29 ans    | 17,4   |
| 19,5   | 0-14 ans     | 17,6   |

## Lieux et monuments

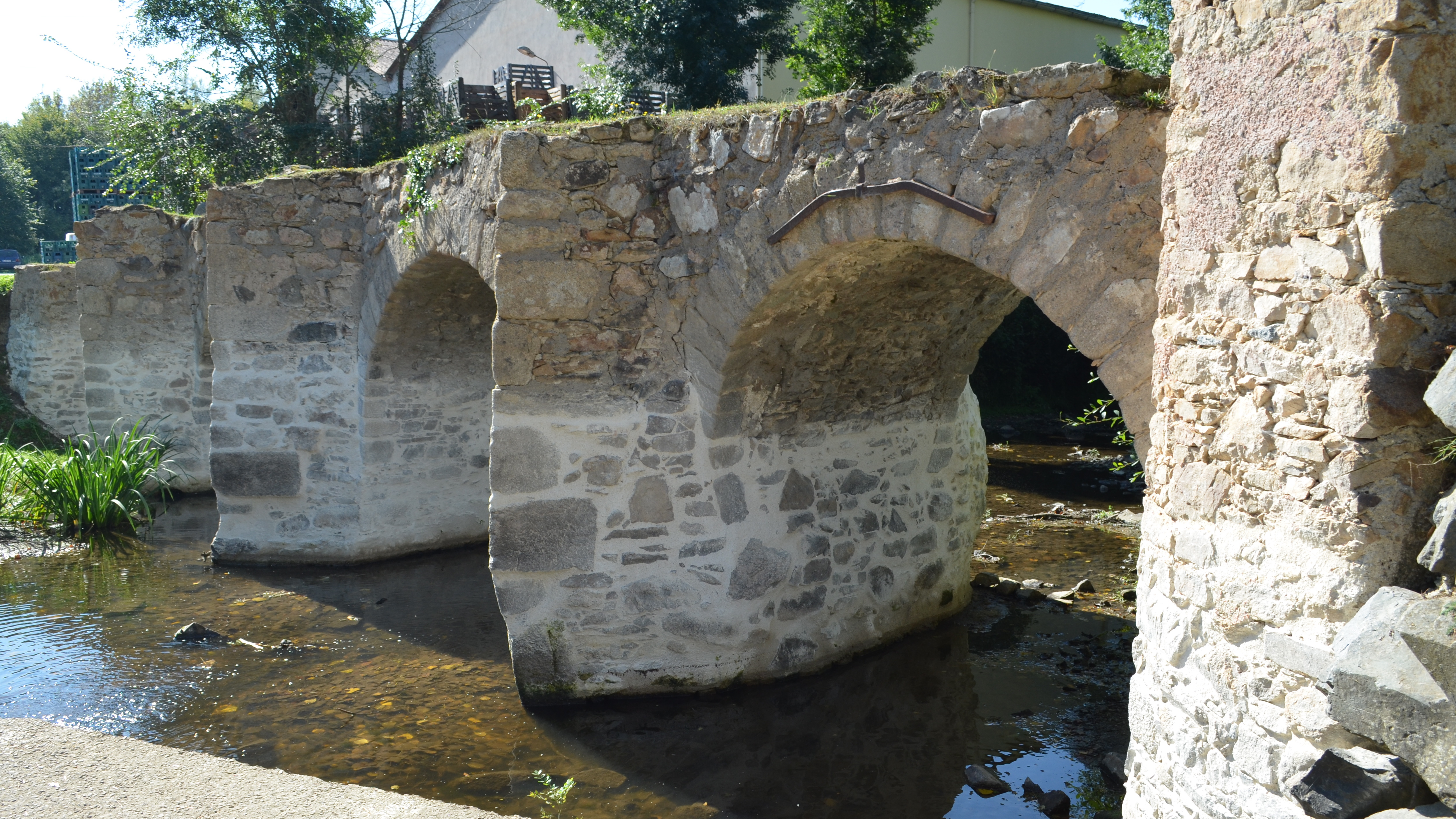
Le pont gallo-romain

- L'attrait touristique de Mouzillon est sans nul doute son pont gallo-romain de quatre arches inégales qui enjambe la Sanguèze. Il serait le vestige d'une route celtique qui reliait Rouen à Bordeaux et dont Mouzillon aurait été une étape. Cette ancienneté a toutefois été remise en cause par une étude historique à l'occasion de sa réfection[28],[29]. Depuis 1925, le pont est inscrit sur la liste des Monuments historiques.
- À proximité, la fontaine Saint-Julien, dite miraculeuse pour les pèlerins qui se rendaient à Saint-Jacques-de-Compostelle.
- L'église Saint-Martin, reconstruite au XIXe siècle de style néogothique.
- Le vieux chêne du village du Pontreau est aussi typique, bicentenaire (âge estimé à 250 ans maximum), culminant à plus de 22 m, il domine le pré qu'il occupe majestueusement. Son tronc avec une cavité à la base a une circonférence de 5,70 m.
- Un monument unique en France dans son genre est la présence dans le cimetière de Mouzillon d'une stèle en hommage aux Casques bleus morts pour la paix dans le Monde. Cette stèle, érigée en 2007  surmontée du fameux casque bleu des Nations unies (UN) ; flottent, au-dessus, les drapeaux de l’Onu et de la France. Alain Chailloux, Mouzillonnais, ancien du Liban et du Tchad, en est à l'origine.

## Personnalités liées à la commune
- Roger Denis (1917-1943), aviateur du régiment de chasse 2/30 Normandie-Niémen.